# جی. بی. هانت
جی. بی. هانت (انگلیسی: J. B. Hunt) شرکت ترابری و لجستیک آمریکایی است، که در سال ۱۹۶۱ توسط جانی برایان هانت تأسیس شد.